# Собачий вальс
Собачий вальс — всесвітньо відома легка п'єса невідомого автора для фортепіано.

## Назва
П'єса іменується по-різному в різних країнах. За відомостями японського музикознавця Хіромі Окетани у Японії відома як «Neko Funjatta» (яп. ねこふんじゃった, досл. «веселий кіт»). У Німеччині вона називається «блошиним вальсом» (нім. Flohwalzer), у Нідерландах «блошиним маршем» (нід. Vlooien-Mars), в Угорщині «ослиним маршем» (угор. Szama'r-indulo'), у Болгарії «котячим маршем» (болг. котешки марш), у Фінляндії «котячою полькою» (фін. Kissanpolkka) тощо.

## Композиція
Собачий вальс виконують у тональності фа-дієз мажор (або соль-бемоль мажор) використовуючи переважно чорні клавіші фортепіанної клавіатури, зокрема 3 перші три такти (разом із затактом) виконуються виключно на чорних клавішах.
У жанровому відношенні ця п'єса не є вальсом — замість властивого вальсу розміру 3/4, ця п'єса написана у розмірі 2/4, завдяки чому вона ближче до іншого танцю — польки.
У гармонічному відношенні у п'єсі використано лише дві гармонічні функції — тонічна і домінантова. Гармонічна схема твору виглядає так: T-T-T-D-D-D-D-T

## Авторство
Авторство собачого вальсу достовірно не встановлено. Повідомлення про його приналежність Фридерику Шопену засновані на непорозумінні: у Шопена є вальс op.64, названий його друзями «Вальсом маленької собачки» (і присвячений, як уважається, собачці Жорж Санд), проте цей вальс — зовсім інша мелодія.
Німецькому музикознавцеві Еріку Бауману належить жартівна біографія вигаданого композитора Фердінанда Ло (нім. Ferdinand Loh), якому приписується авторство собачого вальсу (нім. Der Komponist Ferdinand Loh und sein opus magnum: Der Flohwalzer; 1996); прізвище композитора утворене від німецького слова «блоха» (нім. Floh).